# Sengge Düüreng
Sengge Düüreng (ᠰᠡᠩᠬᠡ
ᠳᠦᠬᠦᠷᠡᠩ, mongolisch Сэнгэ Дүүрэн, mongolisch Сэнгэдүүрэн хан, 1522–1586) war Khan der Tümed. Er war der Nachfolger seines Vaters Altan Khan.

## Leben
Senge Düüreng wurde 1522 geboren. In den 1540er Jahren nahm er an den Feldzügen seines Vaters gegen die Urianchai teil und in den 1550er und 1560er Jahren nahm er an den Kriegen gegen die Oiraten teil. Im Jahr 1571 heiratete sein Vater Zhonggen (Chinesisch: Sanniangzi) aus der Familie Borjigin, die auf die Unterstützung der Ming-Dynastie angewiesen war. Infolgedessen ging Senge Düüreng freiwillig ins Exil und hielt sich in der Nähe von Kukunor auf.
Nach dem Tod von Altan Khan, setzte Sengge Düüreng die Politik seines Vaters fort. 1582 informierte er den 3. Dalai Lama, Sönam Gyatsho der sich im Kloster Kumbum aufhielt, und bat ihn, die Beerdigung zu arrangieren. Der Dalai Lama ging 1586 in die Mongolei, wo er 1588 auf dem Rückweg nach Tibet starb.
1582 kehrte Sengge Düüreng nach dem Tod seines Vaters in die Hauptstadt Kyoke-Hoto zurück, wo er der neue Khan der Tümed wurde. Er sah sich jedoch mit den Ambitionen seiner Stiefmutter Zhonggen konfrontiert, die das Siegel des Khans an sich riss und begann, die Noyons davon zu überzeugen, ihren Sohn Budashiri zum neuen Khan zu erklären. Gleichzeitig begann sie mit der kaiserlichen Regierung über die Übertragung des Titels Shunyi-Wan an Budashira zu verhandeln, um ihre Autorität anzuerkennen. Der Kampf dauerte mehrere Monate. Letztendlich beschloss die chinesische Regierung, das Siegel und den Titel an Senge Düüreng-Khan zu übertragen, er musste jedoch Zhonggen heiraten. Letztere versuchte ständig weiter, die Macht in ihre Hände zu bekommen.
Senge Düreng setzte als Khan die Politik seines Vaters fort, friedliche Beziehungen zu China aufzubauen und den Buddhismus zu verbreiten. Er hielt den Briefwechsel mit dem Dalai Lama aufrecht, den er in seine Hauptstadt einlud. Gleichzeitig lehnte er die Forderungen einiger Ordo- und Tümed-Feudalherren ab, die die Vertreibung der Lamas und die Abkehr vom Buddhismus forderten.
Allerdings führte Senge Düüreng Khans Trunksucht dazu, dass Zhonggen die Macht im Staat an sich riss und ihn von Makai-Khatun („Baya Beyiji“ – Kleine Prinzessin), die den rechten Flügel des Khanats kontrollierte, trennte. Zhonggens Versuch, Budashiri zum Khan auszurufen, stieß auf Widerstand. 1584 wurde Namudai, der Sohn von Senge Düüreng (verheiratet mit Bai Beiji), sein Nachfolger und erbte nach dem Tod des Vaters 1586 die Macht.

## Nachkommen
14 Söhne sind bekannt:
- Namudai Sechen Khan (ca. 1545–1607)
- Wulu Babu’er Taiji, (ca. 1546–1613)
- Qingba Du’er Taiji, (ca. 1547–ca. 1571)
- Hamutaiji, (ca. 1549–ca. 1571)
- Sumir Daiqing (ca. 1555–ca. 1588)
- Duan Naitaiji, (ca. 1557–ca. 1588)
- Dailaizai Sheng Taiji, (ca. 1558–ca. 1587)
- Tai Shiha Buha, (ca. 1559–ca. 1571)
- Galtu (ca. 1560–1596 n. Chr.)
- Chaotu Taiji
- Tuli Hatu Taiji
- Tulibatou Taiji
- Bayantu Taiji
- Mingan Taiji[2]